# دسامبر ۲۰۱۰
دسامبر ۲۰۱۰ یکی از ماه‌های ۲۰۱۰ (میلادی) است.

## ۱ دسامبر ۲۰۱۰
- عبدالله شهبازی بازداشت شد

عبدالله شهبازی، پژوهشگر تاریخ ساکن شیراز که اخیرا به دلیل انتشار کتابی اینترنتی در مورد زمین‌خواری در استان فارس به تحمل یک سال و نیم زندان محکوم شده بود، عصر روز چهارشنبه ۱۰ آذر (اول دسامبر) بازداشت شد. یکی از بستگان شهبازی بازداشت او را تأیید کرد و گفت که او احتمالا در آخرین لحظه‌های پیش از بازداشت، عبارت «دستگیرم کردند» را روی وبسایت خود منتشر کرده‌است. شهبازی یک ساعت پیش از بازداشت در یادداشت دیگری نوشته بود که مأموران نیروی انتظامی خانه او را تفتیش کرده‌اند و بعضی از وسایل شخصی او را با خود برده‌اند. به نوشته او، این مأموران حکم محکومیت اخیر او را همراه داشته‌اند. بی‌بی‌سی فارسی
- احمدی نژاد: «ترورها تکرار شود شورای امنیت را محاکمه می‌کنیم»

به گزارش خبرگزاری کار ایران (ایلنا)، محمود احمدی‌نژاد شب گذشته طی سخنانی در رابطه با ترور مجید شهریاری و فریدون عباسی، دو استاد دانشگاه بهشتی تهران که دو روز پیش صورت گرفت و منجر به مرگ مجید شهریاری شد، گفت: «کشورهای غربی و دشمنان بدانند اگر به خدا یک بار دیگر این حوادث تکرار شود اعضای شورای امنیت سازمان ملل متحد را محاکمه و مجازات می‌کنیم و این حرف‌ها را هم از موضع قدرت می‌زنیم.» احمدی‌نژاد افزود: جمهوری اسلامی ایران این ترورها را به حساب کسانی می‌گذارد که علیه ایران قطعنامه صادر کردند چون در قطعنامه «اسم دانشمندان را ذکر کرده‌اند.» رادیو زمانه
- دو دانشجو در ایران به حبس محکوم شدند

نسیم سلطان بیگی، دانشجوی دانشگاه علامه طباطبایی و مجتبی هاشمی دانشجوی دانشگاه تهران به حبس محکوم شدند. به گزارش تارنمای دانشجونیوز، نسیم سلطان بیگی از سوی شعبه ۱۵ دادگاه انقلاب اسلامی تهران به اتهام «اقدام علیه امنیت ملی و تبلیغ علیه نظام» به چهار سال حبس تعزیری محکوم شده‌است. امروز همچنین تارنمای جرس خبر داده که مجتبی هاشمی دانشجوی دانشگاه تهران به اتهام «اقدام علیه امنیت ملی، توهین به رهبری و اخلال در نظم» به یک سال حبس تعزیری محکوم شده‌است. دادگاه این دانشجو را به اتهام «اخلال در نظم» به ۷۴ ضربه شلاق نیز محکوم کرده‌است. مجتبی هاشمی همچنین به اتهام «توهین به رئیس‌جمهور» به پرداخت یک میلیون ریال جریمه نقدی محکوم شده‌است. بنابر این گزارش، اخراج دو دانشجوی دانشگاه تربیت معلم به منظور «جلوگیری از تجمعات احتمالی در ۱۶ آذر (روز دانشجو)» در این دانشگاه اعلام شده‌است. رادیو زمانه
- صافی گلپایگانی: اعزام زنان ورزشکار به خارج از کشور مایه شرمساری است

صافی گلپایگانی، از مراجع تقلید قم، در واکنشی به اعزام ورزشکاران زن به خارج از کشور گفت که اعزام ورزشکاران زن مایه شرمساری است و باید از آن جلوگیری کرد. بی‌بی‌سی فارسی
- تا پایان سال جاری تمام پنجشنبه‌ها در کابل تعطیل عمومی شد

شورای وزیران افغانستان روزهای پنجشنبه را تا پایان سال جاری، تنها در کابل، پایتخت افغانستان، تعطیل عمومی اعلام کرده‌است. مقامات افغان می‌گویند، این تصمیم کمک می‌کند تا رفت و آمد خودروها حداقل در روزهای پنجشنبه در کابل کاهش یافته و از بیشتر شدن آلودگی هوا در این شهر جلوگیری شود. بی‌بی‌سی فارسی
- شهلا جاهد در زندان اوین اعدام شد

شهلا جاهد، زنی که به جرم قتل همسر ناصر محمدخانی، فوتبالیست ایرانی به مرگ محکوم شده بود، در زندان اوین به دار آویخته شده‌است. عبدالصمد خرمشاهی، وکیل خانم جاهد، در مصاحبه با بی بی سی خبر اعدام موکل خود را تایید کرده‌است. بی‌بی‌سی فارسی
- افشای اسناد دیپلماتیک آمریکا:
  - پلیس بین‌الملل روز سه شنبه با صدور حکم جلب جولیان آسانژ، بنیانگذار ویکی‌لیکس اعلام کرد تمامی افرادی که به نوعی آقای آسانژ را می‌شناسند باید وی را به پلیس محلی معرفی کنند. همزمان، ایالات متحده آمریکا برای جلوگیری از افشای اسناد محرمانه این کشور، دسترسی به اسناد وزارت امور خارجه را محدود کرده‌است. رادیوفردا
  - افشاگری‌های جدید سایت ویکی لیکس حاکی از آن است که یوکیو آمانو، مدیرکل آژانس بین المللی انرژی اتمی سازمان ملل متحد، پیش از دست گرفتن این سمت از مواضع آمریکا در مورد مشکلات استراتژیک مهم، از جمله نحوه رسیدگی به برنامه هسته‌ای ایران، به شدت حمایت کرده‌است. یکی از اسناد افشا شده در مورد مراودات هیات انرژی اتمی آمریکا مستقر در وین، مقر آژانس بین المللی انرژی اتمی، نشان می‌دهد که آمانو بارها خود را هوادار آمریکا توصیف کرده‌است. ایران قبلا آقای آمانو را متهم کرده بود که نظرات تبعیض آمیز علیه این کشور دارد. بی‌بی‌سی فارسی
  - یکی از مدارک سری که به تازگی از سوی سایت ویکی لیکس منتشر شده‌است، نشان می‌دهد که اقدام آمریکا در فروش تسلیحات پیشرفته نظامی به کشورهای عربی، موجب نگرانی اسرائیل در مورد برتری نظامی این کشور در منطقه شده‌است. بی‌بی‌سی فارسی
  - جولین آسانژ، مدیر ویکی لیکس که با انتشار اسنادی فاش نشده از روابط دیپلماتیک ایالات متحده آمریکا باعث واکنش‌های گسترده‌ای شده‌است، در گفت وگو با مجله «فوربز»، خبر از دور بعدی افشای مدارک و اسناد می‌دهد که درمورد یک بانک آمریکایی است. رادیوفردا
  - تلگرام‌های دیپلماتیک آمریکا که وب سایت ویکی لیکس منتشر کرده‌است، نگرانی‌هایی را درباره مواد اتمی پاکستان و تعهد اسلام آباد به نبرد با شورشیان درامتداد مرز با افغانستان نشان می‌دهد. روزنامه‌های نیویورک تایمز و گاردین جزییات تلگرام‌ها را روز چهارشنبه منتشر کردند. در تلگرامی در فوریه ۲۰۰۹، ان پیترسون، سفیر آمریکا در پاکستان گفت مقامات آمریکایی نگران هستند کسی که در یک مرکز اتمی پاکستان کار می‌کند، ممکن است «بتدریج مواد اتمی را به اندازه‌ای که برای ساختن اسلحه کافی باشد قاچاق کند». صدای آمریکا

## ۲ دسامبر ۲۰۱۰
- وزیر اطلاعات ایران: سرویس‌های امنیتی اسرائیل و انگلیس، عامل ترور هستند

حیدر مصلحی، وزیر اطلاعات ایران، سرویس‌های اطلاعاتی و امنیتی موساد و بریتانیا را عامل ترورهای اخیر در تهران معرفی کرده‌است. مصلحی امروز در یک نشست در قم گفت: «در این ترورها یکی از اقدمات جدیدی که سرویس‌های اطلاعاتی موساد و سرویس‌های اطلاعاتی انگلیس انجام دادند، استفاده از گروه‌های شکست خورده‌ای بود که در مقابل جمهوری اسلامی ایران نتوانسته‌اند به جایی برسند.» رادیوزمانه
- روسیه و قطر میزبان‌های جام جهانی ۲۰۱۸ و ۲۰۲۲ شدند

فدراسیون جهانی فوتبال، فیفا روسیه را به عنوان میزبان جام جهانی در سال ۲۰۱۸ و قطر را به عنوان جام جهانی ۲۰۲۲ انتخاب کرد. سب بلاتر، رئیس فیفا در مراسمی که روز پنجشنبه، ۲ دسامبر برای معرفی میزبانان جام جهانی ۲۰۱۸ و ۲۰۲۲ در شهر زوریخ برگزار شد، نام این دو کشور را به عنوان میزبانان بعدی جام جهانی انتخاب کرد. اعضای کمیته اجرایی فیفا در دو رای گیری جداگانه میزبان بازیهای دو دوره بعد جام جهانی را انتخاب کردند. برای سال ۲۰۱۸ چهار پیشنهاد انگلستان، روسیه، اسپانیا/ پرتغال و همچنین هلند/بلژیک مطرح بودند. پنج کشور آمریکا، ژاپن، کره جنوبی، قطر و استرالیا هم در انتظار انتخاب شدن برای میزبانی جام جهانی ۲۰۲۲ بودند. بی‌بی‌سی فارسی
- افشای اسناد دیپلماتیک آمریکا:
  - رجب طیب اردوغان، نخست‌وزیر ترکیه از ادعای وب‌گاه ویکی‌لیکس مبنی بر داشتن هشت حساب محرمانه در بانک‌های سوئیس، به شدت خشمگین شده و این ادعاها را تکذیب کرده‌است. طیب اردوغان هم‌چنین ادعای پیام‌های دیپلماتیک آمریکا مبنی بر اسرائیل‌ستیزی بودن را، رد کرده‌است. یورونیوز فارسی
  - در تعدادی از پیام‌های دیپلماتیک آمریکا که توسط وب‌گاه ویکی‌لیکس منتشر شده، روسیه، بلاروس و چچن «دولت‌های مافیایی» توصیف شده‌اند. بی‌بی‌سی فارسی
  - یکی از پیام‌های دیپلماتیک آمریکا که توسط ویکی لیکس افشا شده، جزئیات گفتگوی محرمانه سه سال پیش مقام‌های ایالات متحده و اسرائیل درباره چگونگی برخورد با ایران را تشریح می‌کند. ویکی لیکس سندی را درباره تبادل نظر ایالات متحده و اسرائیل درباره ایران منتشر کرده‌است. براساس این سند، ریچارد جونز، سفیر پیشین آمریکا در اسرائیل، در ۳۱ اوت سال ۲۰۰۷ درباره دیدار مئیر داگان، رئیس سازمان اطلاعاتی اسرائیل (موساد)، با نیکولاس برنز، معاون سیاسی وزیر امور خارجه ایالات متحده در دوره ریاست جمهوری جورج بوش، پیامی سری به واشنگتن ارسال کرد. براساس محتوای این پیام، ایران و برنامه اتمی این کشور از موضوع‌های مورد گفتگوی هیات آمریکایی و اسرائیلی در ملاقاتی در روز ۱۷ اوت در تل آویو بود. بی‌بی‌سی فارسی
  - شرکت آمریکایی آمازون ارائه خدماتش به ویکی‌لیکس را قطع کرد و اسناد ویکی‌لیکس را از فضایی که در اختیار دارد، خارج نمود. به گزارش ویکی لیکس در تویتر، کتاب‌فروشی آمازون اسناد ویکی‌لیکس را از فضایی که در اختیار دارد خارج نمود و به‌این ترتیب دسترسی به این اسناد را مختل کرد. ویکی‌لیکس، دیروز، اول دسامبر ۲۰۱۰ در تویتر نوشت: «آزادی بیان در سرزمین آزادگان. آمازون اسناد ویکی‌لیکس را از فضایی که در اختیار دارد، تبعید کرد.» رادیوزمانه
  - دادگاه عالی سوئد درخواست وکلای جولیان آسانژ، بنیانگذار وب سایت ویکی لیکس، برای لغو دستور بازداشت آقای آسانژ را رد کرده‌است. پیش تر دادگاهی در سوئد به اتهام تجاوز، زورگویی و آزار جنسی دو زن سوئدی برای آقای آسانژ حکم بازداشت صادر کرده بود. جولیان آسانژ این اتهام‌ها را رد می‌کند و می‌گوید انگیزه این تعقیب قضایی، تخریب شخصیت اوست. وکلای آقای آسانژ از دادگاه عالی سوئد درخواست لغو این حکم بازداشت را داشتند که روز پنجشنبه ۲ دسامبر ۲۰۱۰ (۱۱ آذر ۱۳۸۹) این درخواست رد شد. جولیان آسانژ ۳۹ ساله در کویینزلند استرالیا به دنیا آمده و به گفته یکی از سخنگویان ویکی لیکس، در روزهای اخیر و به دنبال آن که چند بار به مرگ تهدید شده، ناچار است کمتر در انظار عمومی ظاهر شود. بی‌بی‌سی فارسی

## ۳ دسامبر ۲۰۱۰
- جایزه انجمن پژوهش‌های خاورمیانه

به گزارش بخش ادبی و فرهنگی رادیو زمانه، پژوهش تاریخی «ایران در زمان ساسانیان» نوشته تورج دریایی، دانشیار دانشگاه کالیفرنیا در فولرتن و کارشناس تاریخ ایران باستان، جایزه انجمن پژوهش‌های خاورمیانه در بریتانیا را از آن خود کرد. این انجمن در بیانیه‌ای به این مناسبت نوشت: «ایران در زمان ساسانیان» دستاوردی در تاریخ خاورمیانه به‌شمار می‌آید و پژوهشگر موفق شده‌است از نگاه اروپامحور باخترشناسان اروپایی فاصله بگیرد و به گونه‌ای مستقل و با زبانی که برای همگان قابل فهم است به فصلی مهم از تاریخ ایران در زمان ساسانیان بپردازد. تورج دریایی درباره انگیزه‌اش در پژوهش تاریخ ساسانیان گفته بود، تصمیم گرفته‌است زندگی علمی‌اش را وقف تاریخ ساسانیان کند، «برای این‌که فراموش شده‌اند؛ در ایران به نوعی، و در خارج کاملاً. به هر حال باید یک ناجی داشته باشند.» رادیو زمانه
- بیانیه کانون نویسندگان ایران

کانون نویسندگان ایران به مناسبت دوازدهمین سالگرد قتل محمد مختاری و محمد جعفر پوینده بیانیه‌ای صادر کرد و در این بیانیه خواستار مجازات آمران و عاملان قتل‌های زنجیره‌ای ایران و حذف سانسور شد. در این بیانیه آمده‌است: «اکنون همگان می‌دانند که قتل‌های سیاسی سال ۷۷ موسوم به قتل‌های زنجیره‌ای جریانی برای حذف فیزیکی دگراندیشان و آزادی‌خواهان بود. این جنایت با قتل ددمنشانه فعالان سیاسی داریوش فروهر و پروانه اسکندری آغاز شد و با ربودن و خفه کردن دو یار سربلند کانون نویسندگان ایران، محمد مختاری و محمدجعفر پوینده، به اوج رسید... طی سال‌هایی که از این جنایت می‌گذرد نه‌تنها ابتدایی‌ترین خواسته‌های انسانی نادیده گرفته شد، بلکه با سرکوب و دستگیری و حبس و سانسور فضایی سربی بر جامعه حاکم کردند و گوی سبقت را از خودکامگان قرون‌وسطایی ربودند. اکنون اعمال زور و سرکوب شیوهٔ رایج در چهارگوشهٔ کشور است. یورش به خانه‌ها، دستگیری‌های گسترده، دادگاه‌های عدالت‌ستیز و محکومیت‌های طولانی ابعادی وسیع می‌یابد.» رادیو زمانه
- قدردانی پوتین از فیفا به خاطر برگزیدن روسیه

ولادیمیر پوتین، نخست وزیر روسیه، از فدراسیون بین المللی فوتبال (فیفا) به خاطر برگزیدن کشورش به عنوان میزبان مسابقات جام جهانی ۲۰۱۸ قدردانی کرده‌است. فیفا روز پنجشنبه  در مراسمی در شهر زوریخ سوئیس، روسیه را برای میزبانی جام جهانی ۲۰۱۸ و قطر را به عنوان میزبان بازی‌های ۲۰۲۲ انتخاب کرد. ولادیمیر پوتین که به زوریخ سفر کرده، وعده داد که روسیه مسابقات جام جهانی ۲۰۱۸ را در بالاترین سطح ممکن برگزار کند. بی‌بی‌سی فارسی
- افشای اسناد دیپلماتیک آمریکا:
  - بخشی از اسناد تازه فاش شده ویکی لیکس در مورد مصر، روایتگر واکنش قاهره به مسئله اتمی ایران است و مصر تهدید کرده در صورت اتمی شدن ایران، این کشور هم به سمت بمب اتم و دستیابی به آن، خواهد رفت. خبرگزاری آسوشیتد پرس در گزارشی از اسناد فاش شده ویکی لیکس، گزارش داد حسنی مبارک، رییس جمهوری مصر در سال ۲۰۰۸، دو سال پیش و در دیدار با هیاتی از کنگره آمریکا، گفته که منطقه (خاورمیانه) از فعالیت‌های اتمی ایران «به شدت هراسان و نگران» است. طبق سند فاش شده مکاتبات دیپلماتیک وزارت خارجه، حسنی مبارک در حاشیه اجلاس اقتصاد جهانی در شرم الشیخ گفته‌است: «اگر ایران به بمب اتمی دست یابد، مصر هم مجبور است همین راه را طی کند.»  رادیوفردا
  - اسناد منتشر شده در وب سایت ویکی لیکس در مورد پاکستان نشان می‌دهد که دولت آمریکا و متحدانش بیم آن دارند که تند روهای اسلامی به امکانات هسته‌ای پاکستان دست پیدا کنند. به علاوه این اسناد نشان دهنده تردید و اطمینان نداشتن آمریکا از موقعیت رییس جمهوری پاکستان و همچنین صداقت این کشور در مبارزه با تندروهای اسلامی متحد طالبان است. آن پاترسون، سفیر وقت آمریکا در پاکستان در فوریه ۲۰۰۹ در یادداشتی نوشته‌است: «نگرانی ما از این نیست که اسلامگرایان بتوانند بمب هسته‌ای را به طور کامل بربایند. این امکانپذیر نیست. نگرانی ما از این روست که کسانی از درون دولت پاکستان با آنها همکاری کرده، به تدریج وسایل و مواد لازم برای ساختن سلاح‌های هسته‌ای را در اختیار آنان بگذارند.» رادیوفردا
  - سایت سازمان افشاگر و بحث برانگیز ویکی لیکس بعد از آن که به خاطر حملات سایبری توسط شرکتی که خدمات دامنه اینترنتی، به آن ارائه می‌داد، بسته شده بود، بار دیگر آنلاین شده‌است. خدمات دامنه اینترنتی جدید این سایت اکنون توسط یک شرکت سوئیسی ارائه می‌شود. شرکت قبلی، EveryDNS.net، که آمریکایی است، گفته بود که خدمات رسانی به ویکی لیکس را متوقف کرده چون این سایت به طور گسترده مورد حملات سایبری بوده‌است. بی‌بی‌سی فارسی
  - اسناد محرمانه دیپلماتیک منتشر شده توسط وب‌سایت ویکی‌لیکس نشان‌دهنده نگرانی دیپلمات‌های آمریکایی از نفوذ فزاینده ایران در آمریکای جنوبی است. به نوشته این اسناد، دیپلمات‌های آمریکایی از دسترسی ایران به ذخایر اورانیوم بولیوی ابراز نگرانی کرده‌اند اما این دیپلمات‌ها معتقدند که نگرانی نسبت به ارسال اورانیوم از ونزوئلا به تهران بی‌پایه‌است. هم‌چنین به گزارش خبرگزاری آسوشیتدپرس، در یکی دیگر از مکاتبات محرمانه سال ۲۰۰۶ که این هفته در ویکی‌لیکس منتشر شده آمده‌است که گروهی از سربازان ایران در ونزوئلا مشغول دادن تمرین نظامی به نیروهای ذخیره ارتش آن کشور بوده‌اند. بی‌بی‌سی فارسی
  - اسناد منتشر شده در سایت ویکی لیکس نشان می‌دهد که از نظر حامد کرزی نیروهای بریتانیایی در ماموریت شان برای آرام کردن هلمند ناکام بوده‌اند. بر اساس اسنادی که اخیرا از لابلای اسناد سری وزارت خارجه آمریکا در سایت ویکی لیکس منتشر شده، حامد کرزی رئیس جمهوری افغانستان و مقام‌های آمریکایی از ماموریت نیروهای بریتانیایی در هلمند راضی نبوده‌اند. بی‌بی‌سی فارسی
  - اسناد دیپلماتیک افشا شده توسط ویکی‌لیکس بار دیگر موضوع حمایت جمهوری اسلامی از طالبان و همچنین کمک‌های مالی به مقامات افغانستان، را مطرح کرده و بر نگرانی‌های ایالات متحده از رفتار ایران در قبال افغانستان تأکید می‌کند. اسناد محرمانه‌ای که به تازگی در وبسایت ویکی‌لیکس منتشر شده، حکایت از حمایت جمهوری اسلامی از شبه نظامیان طالبان در افغانستان و در عین حال حمایت‌های مالی رسمی و غیر رسمی تهران از رهبران مذهبی و سیاسی افغانستان دارد؛ مسائلی که پیش از این نیز مقامات ایالات متحده بارها بر آن تأکید و از آن ابراز نگرانی کرده بودند. بی‌بی‌سی فارسی
  - گزارش‌های منتشر شده از رسانه‌ها حاکی از آن است که بیشتر پیام‌های دیپلماتیک افشا شده توسط سایت ویکی لیکس از شبکه ارتباطی وزرات دفاع آمریکا، که «سیپرنت» (Siprnet) نام دارد، به دست آمده‌است. از این شبکه برای رد و بدل کردن اطلاعات طبقه بندی شده استفاده می‌شود. جالب اینجاست که شبکه سیپرنت که در دهه ۱۹۹۰ راه اندازی شده بود، پس از حملات یازدهم سپتامبر گسترش پیدا کرد تا اطلاعات طبقه بندی شده آسانتر به اشتراک گذارده شود و اختلالات کمتری در ارتباط میان نهادهای اطلاعاتی ایجاد شود. این شبکه برای تبادل اطلاعات تا مرحله «سری» طراحی شده‌است. اطلاعات سری اطلاعاتی است که «صدمه جدی» به امنیت ملی آمریکا وارد می‌کند. بی‌بی‌سی فارسی

## ۴ دسامبر ۲۰۱۰
- «چهارمین سفر علی خامنه‌ای به قم طی دو ماه اخیر»

گزارش‌ها حاکی است که علی خامنه‌ای رهبر جمهوری اسلامی، برای دیدار با علمای قم به این شهر سفر کرده‌است. این سومین سفر غیر رسمی او به قم، پس از دیدار رسمی ۱۰ روزه وی از این شهر طی  کمتر از دوماه اخیر است. به گزارش وب‌سایت آیت الله مسلم ملکوتی، از روحانیون بلندپایه قم، خامنه‌ای شامگاه جمعه با او دیدار کرده‌است. خامنه‌ای از ۲۷ مهرماه ماه سال جاری به مدت ده روز به قم سفر کرد و مراجع و روحانیون ارشد نیز با حضور در محل سکونت وی با رهبر جمهوری اسلامی دیدار کردند. پس از این سفر، وی دو سفر غیر رسمی دیگر هم به قم داشت. در جریان سفر مهرماه برخی از مراجع سنتی قم و نیز مراجع تقلید نزدیک به اصلاح‌طلبان به دیدار آیت‌الله خامنه‌ای نرفتند که در این میان می‌توان از وحید خراسانی، موسوی اردبیلی و یوسف صانعی یاد کرد. در این میان دیدار نکردن آیت الله خراسانی از مراجع طراز اول جامعه دینی سنتی ایران با خامنه‌ای خبرساز شد. رادیو فردا
- مهدی کروبی: برای حفظ قدرت به جان علم و دانشگاه افتاده‌اند

مهدی کروبی، از رهبران اصلاح‌طلب، در آستانه ۱۶ آذر، روز دانشجو، طی پیامی، تاکید کرده‌است که جریان تمامیت‌خواه برای حفظ قدرت به جان «علم و دانش» افتاده‌است تا از این طریق مانع «پرسشگری دانشجویان و دانشگاهیان» شود. او با اشاره به نقش دانشجویان در دوران انقلاب و جنگ به فضای پس از انتخابات پرداخته و می‌نویسد: «در دوران پس از انتخابات ریاست جمهوری سال گذشته نیز که تمامیت‌خواهان از طریق مهندسی انتخابات، به زعم خود کشور را در اختیار گرفتند... جامعه دانشگاهی همیشه سرافراز ایران، بار دیگر نقش برجسته‌ای را در مقاومت مقابل انحصارطلبان و ایثار و تلاش در راه بازگرداندن حق قانونی و شرعی ملت ایفاء کرد.» کروبی در ادامه، حاکمیت را متهم کرده‌است که برخورد با دانشگاهیان و دانشجویان را در دستور کار خود قرار داده‌است تا به زعم خود جلوی تحولات در جامعه را بگیرد. رادیو فردا
- افشای اسناد دیپلماتیک آمریکا:
  - بر اساس صدها سند سیاسی محرمانه، افغانستان از نظر سیاستمداران آمریکایی کشوری است که فساد در آن تا بالاترین سطوح دولتی ریشه دوانده‌است. اسناد منتشر شده در وب سایت ویکی لیکس دامنه فساد را با اتهام‌هایی نظیر رشوه، پولشوئی و استفاده از قاچاق مواد مخدر، «فراگیر» توصیف کرده و حامد کرزی را رییس جمهوری ضعیف و بی تاثیر می‌نامد. سند دیگری آصف رحیمی وزیر کشاورزی را تنها عضو کابینه افغانستان می‌داند که هیچ اتهام فسادی بر او وارد نیست. صدای آمریکا
  - در حالی که وب سایت «ویکی لیکس» تلاش می‌کند تا همچنان فعال باقی بماند حمله‌های گسترده سرورهای کامپیوتری در روز جمعه مدیران آن را ناگزیر کرد تا نشانی و عنوان اینترنتی خود را تغییر دهند و برای ادامه فعالیت و هموار ساختن راه دسترسی کاربران از کشوری به کشوری بروند. در این میان، جولیان آسانژ بنیانگذار گروه، در یک مصاحبه اینترنتی با روزنامه بریتانیایی گاردین  گفت «من و همکارانم به دلیل تهدیدهای گسترده باید احتیاط‌های امنیتی بیشتری به عمل می‌آوریم.» صدای آمریکا

## ۵ دسامبر ۲۰۱۰
- مارادونا با تاخیر به ایران می‌رود

به گفته احمدی نژاد مارادونا برای به عهده گرفتن سرمربی گری تیم ملی به ایران می‌رود. رئیس جمهور در حاشیه مراسم تجلیل از مدال آوران بازیهای آسیایی با بیان اینکه مارادونا با تاخیر به ایران می‌آید در پاسخ به پرسش خبرنگاران مبنی بر سپردن تیم ملی فوتبال ایران به این آرژانتینی سرش را به نشانه تایید تکان داد. به گزارش خبرنگار مهر، دکتر محمود احمدی نژاد در پاسخ به سئوال خبرنگاران مبنی بر حضور مارادونا در ایران تاکید کرد: «مارادونا به ایران می‌آید اما با تاخیر». بی‌بی‌سی فارسی
- نامه گزارشگران بدون مرز به ۱+۵ درباره نقض حقوق بشر در ایران

سازمان گزارشگران بدون مرز در آستانه برگزاری دور تازه مذاکرات هسته‌ای ایران و گروه ۱+۵ با انتشار بیانیه‌ای خواهان بررسی وضعیت حقوق بشر ایران در این مذاکرات شده‌است. به گزارش تارنمای فارسی گزارشگران بدون مرز، این انجمن «نگرانی عمیق» خود را از وضعیت آزادی بیان در ایران اعلام کرد و خواهان توجه کشورهای مذاکره کننده با جمهوری اسلامی ایران به «دستگیری و صدور احکام سنگین زندان برای وب‌نگاران و روزنامه‌نگاران و شرایط نابسامان بازداشت زندانیان» شد. گزارشگران بدون مرز در نامه‌اش به گروه ۱+۵ نوشته‌است: «از ۲۲ خرداد ۱۳۸۸ و در پی سرکوب اعتراض‌های گسترده به انتخاب مجدد محمود احمدی‌نژاد، صدها زندانی در شرایط غیر انسانی و تحقیرآمیز، در زندان‌های ایران نگاه‌داری می‌شوند و ابتدایی‌ترین حقوق آن‌ها از جمله حق بهره‌مند شدن از درمان پزشکی مناسب پایمال می‌شود.» رادیو زمانه
- صالحی: در تولید کیک زرد خودکفا شدیم

علی اکبر صالحی رئیس سازمان انرژی اتمی ایران در مراسم ورود اولین محموله کیک زرد به سایت هسته‌ای اصفهان گفته که «غربی‌ها دل بسته بودند که ممکن است ما در تولید مواد اولیه تولید سوخت مشکل داشته باشیم اما این نمونه اولین محموله کیک زرد ارسالی از معدن گچین است که تحت نظارت و حسابرسی آژانس نیز قرار دارد.» بی‌بی‌سی فارسی
- افشای اسناد دیپلماتیک آمریکا:
  - وکیل جولین آسانژ، مدیر سایت ویکی لیکس به بی بی سی گفت موکلش مدارک مهمی در دست دارد و اگر اتفاقی برای او یا سایت ویکی لیکس بیفتد، آنها را فاش می‌کند. مارک استفن، وکیل آسانژ این مدارک را «بمب هیدروژنی در عصر اینترنت» خواند. او همچنین ادعا کرد که پرونده تجاوزی که علیه آقای آسانژ در سوئد باز شده، دارای انگیزه‌های سیاسی است. بی‌بی‌سی فارسی
  - بخشی از پیام‌های محرمانه وزارت امورخارجه آمریکا که به وسیله سایت ویکی لیکس افشا شده‌است نشان می‌دهد یمن به طور مخفیانه به آمریکا اجازه داده‌است محل استقرار تندرویانه مظنون به عضویت در القاعده در این کشور را بمباران کند. علی عبدالله صالح، رئیس جمهوری یمن هنگام بمباران مواضع القاعده در این کشور ادعا کرده بود که این حملات به وسیله نیروی هوایی کشورش صورت گرفته‌است ولی براساس اسناد منتشر شده، حملات به وسیله نیروی هوایی ایالات متحده انجام شده‌است. در خبر دیگری یوسف رضا گیلانی، نخست وزیر پاکستان اتهامات عنوان شده در تلگرام‌های دیپلماتیک آمریکا در مورد حامد کرزی رییس جمهوری افغانستان را رد کرده‌است. وی اظهار داشت گزارش‌هایی که حاکی است پرزیدنت کرزی کنترلی بر سازمان‌های امنیتی و پلیس ندارد، احتمالا نظر مقامات دون پایه آمریکایی است و نباید جدی گرفته شود. گیلانی افزود به ویکی لیکس، که اسناد را فاش ساخت، نباید اعتماد کرد. صدای آمریکا، بی‌بی‌سی فارسی

## ۶ دسامبر ۲۰۱۰
- شخصی که شاهد زیرگرفتن معترضان انتخاباتی توسط خودروی نیروی انتظامی بود، زندانی شد

لیلا توسلی، شاهد زیر گرفتن معترضان انتخاباتی توسط خودروی نیروی انتظامی در جریان اعتراضات روز عاشورا، عصر یکشنبه زندانی شد. او که دختر دکتر محمد توسلی، عضو ارشد نهضت آزادی است، به خاطر بیان مشاهداتش در یک مصاحبه، از سوی دادگاه به ۲ سال زندان محکوم و بر همین اساس دیروز به زندان منتقل شد. رادیو فردا
- فرمانده کل ارتش ایران: الله‌اکبر در پشت بام‌ها دل فرزندان ما را می‌لرزاند

عطاالله صالحی، فرمانده کل ارتش جمهوری اسلامی ایران روز یکشنبه در سخنرانی خود در نخستین گردهمایی مسئولان واحدهای «امر به معروف و نهی از منکر» ارتش، از هراس نسبت به فریادهای الله‌اکبر معترضان، «شک جوانان نسبت به اصول»، و پرهیز از ملایمت ارتش نسبت به مخالفان گفت و برای نخستین بار اذعان کرد که «برخی سربازان» در اتاق‌های خود عکس‌هایی از رهبران معترضان داشتند. صالحی با اشاره به رویدادهای پس از انتخابات گفته‌است: «در آن نماز جمعه فتنه‌گر عرصه را از ما می‌گرفت و زمانی که بر بالای پشت بام الله‌اکبر می‌گفتند دل فرزندان ما در خانه می‌لرزید و می‌گفتند مگر می‌شود الله‌اکبرگو را بازداشت کرد.» وی افزود: «این یعنی جنگ نرم دشمن که باید دل‌ها را در برابر آن قوی کرد.» صالحی در بخش دیگری از سخنانش گفت: «وقتی در پادگان‌ها می‌رفتیم و می‌دیدیم که به عنوان مثال عکس سران فتنه در اتاق‌های برخی از سربازان است به آن‌ها نمی‌گفتیم که آن عکس را پاره کنند، بلکه به مسئول عقیدتی‌-سیاسی می‌گفتیم که سعی کنید از دل‌های آن‌ها این موضوع را بیرون کنید تا خودشان عکس‌ها را پائین آورند.» رادیو فردا
- دبیر شورای نگهبان: رد ولایت فقیه، انکار خداست

احمد جنتی دبیر شورای نگهبان گفت: «رد ولایت فقیه انکار خداوند است و باید ولایت فقیه را به عنوان یکی از احکام خداوند بر روی زمین دانست.» به گزارش خبرگزاری فارس، آقای جنتی ۱۴ آذرماه (۵ دسامبر) در همایش «توسعه و تعمیق بصیرت» افزود: «خداوند با شرایط ویژه افرادی را برای حاکمیت بر دیگران انتخاب می‌کند که از ذهن بشر دور است.» خبرگزاری فارس در گزارش خود، علاوه بر اظهارات احمد جنتی، سخنان علی سعیدی نماینده ولی فقیه در سپاه پاسداران انقلاب اسلامی را نیز نقل کرده که گفته‌است: «مهم‌ترین تفاوت عصر ما با دوران نبوی این است که در آن دوران مردم به توصیه پیامبر مبنی بر جانشینی حضرت علی عمل نکردند، اما در عصر ما شعار نمایندگان خبرگان رهبری، اطاعت از خامنه‌ای اطاعت از امام است، بوده.» بی‌بی‌سی فارسی
- عیسی سحرخیز، روزنامه‌نگار، در زندان مورد عمل جراحی قرار گرفت

به نوشته وبسایت‌های خبری اصلاح‌طلب عیسی سحرخیز، روزنامه‌نگار زندانی، روز شنبه در پی خونریزی داخلی در بهداری زندان رجایی‌شهر تحت عمل جراحی قرار گرفته‌است. پس از آنکه مقام‌های زندان اجازه ندادند این روزنامه‌نگار به بیمارستان منتقل شود، تیم پزشکی او را در بهداری زندان رجایی‌شهر تحت عمل جراحی قرار داد.رادیو فردا
- عمادالدین باقی بار دیگر به زندان بازگشت

عمادالدین باقی، روزنامه‌نگار منتقد، روز یکشنبه در آستانه اولین سالگرد درگذشت آیت‌الله منتظری به زندان بازگشت. رادیو فردا
- دولت ایران: در تولید کیک زرد خودکفا شده‌ایم

ایران می‌گوید که اولین محموله کیک زرد تولید شده در مجتمع گچین بندرعباس به سایت هسته‌ای اصفهان منتقل شده و این کشور به خودکفایی در تولید کیک زرد دست یافته‌است. ایران تاکنون از کیک زرد وارداتی استفاده می‌کرده که مقادیر زیادی از آن در اواسط دهه ۱۹۷۰ از آفریقای جنوبی خریده بود. برخی گزارشها حاکی از آن بود که این کیک زرد وارداتی در حال تمام شدن است ولی ایران می‌گوید که اکنون می‌تواند آن را در داخل تولید کند. با اینحال یک منبع آگاه به بی بی سی فارسی گفته‌است که میزان نیاز روزانه ایران به کیک زرد حدود یک تن است که در حال حاضر عملا چنین امکانی در این کشور وجود ندارد. بی‌بی‌سی فارسی
روابط بین الملل
- افشای اسناد دیپلماتیک آمریکا:
  - سایت ویکی‌لیکس در ادامه انتشار اسناد و پیام‌های دیپلماتیک آمریکا، فهرستی بلند حاوی نام مراکزی در سراسر جهان که آمریکا آنها را برای امنیت ملی خود حیاتی می‌داند، منتشر کرده‌است. در ماه فوریه سال ۲۰۰۹، وزارت خارجه آمریکا از تمام نمایندگان این کشور در خارج از خاک ایالات متحده خواست فهرستی از تاسیساتی که از دست دادن آنها امنیت ملی آمریکا را به صورت جدی به خطر می‌اندازد، تهیه کنند. این لیست که اکنون توسط سایت ویکی‌لیکس منتشر شده، شامل مراکز مخابراتی، ارتباطی، حمل‌ونقل و همین طور مجموعه‌ای از خطوط انتقال گاز است. بی‌بی‌سی فارسی
  - برپایه «اسناد» تازه‌ای که وب‌سایت ویکی‌لیکس روز یکشنبه منتشر کرده‌است، با وجودی که واشینگتن در سال ۲۰۰۷ به یمن اطلاع داد، یک هواپیمای جاسوسی بدون سرنشین که در نزدیکی یمن سقوط کرده، متعلق به آمریکا است، عبدالله صالح تصمیم می‌گیرد، اعلام کند این هواپیما متعلق به ایران است که به دست ارتش یمن سرنگون شده‌است. رادیو فردا
  - احمد ضیا مسعود، معاون سابق رئیس جمهوری افغانستان اتهاماتی را که در اسناد منتشر شده ویکی لیکس به او وارد شده، به شدت رد کرده‌است. در اسنادی که اخیرا از سوی ویکی لیکس منتشر شد، آمده‌است که آقای مسعود دو سال پیش و زمانی که معاون رئیس جمهور کرزی بود، بیش از پنجاه میلیون دلار را با خود به بیرون از کشور انتقال داد، بدون اینکه منبع این پول معلوم باشد. آقای مسعود این اتهام را نادرست خواند و از دادستانی کل و وزارت خارجه افغانستان خواست که اگر تردیدی در مورد اظهارات او وجود دارد، در این رابطه تحقیق کنند. بی‌بی‌سی فارسی

- دیلما روسف ‏ رئیس جمهوری منتخب برزیل در مصاحبه‌ای که روز یکشنبه منتشر شد گفت که در برابر نقض حقوق بشر در ایران، موضع سخت تری اتخاذ خواهد کرد. رادیو فردا

## ۷ دسامبر ۲۰۱۰
- سردبیر، سرمایه‌گذار و دو روزنامه نگار روزنامه شرق بازداشت شدند

مأموران امنیتی در تهران عصر روز سه شنبه ۱۶ آذر (۷ دسامبر) با حضور در تحریریه روزنامه اصلاح طلب شرق، احمد غلامی، سردبیر، علی خدابخش، سرمایه گذار، فرزانه روستایی، دبیر گروه بین الملل و کیوان مهرگان، دبیر سرویس سیاسی این روزنامه را با خود بردند. از دلیل این بازداشت ها اطلاعی در دست نیست و مشخص نشده است که این افراد برای چه مدتی بازداشت شده اند. روزنامه شرق تا کنون سه بار در سال های ۱۳۸۲، ۱۳۸۵ و ۱۳۸۶ توقیف شده است. بی بی سی فارسی
- بازداشت استاد سعودی به علت نوشتن مقاله ای درباره خاندان سلطنتی

یک گروه حقوق بشری در عربستان سعودی می گوید یک استاد دانشگاه رشته حقوق در این کشور به نام «محمد عبدالکریم» که مقاله‌ای در باره جنگ قدرت در خاندان سعودی نوشته بود، بازداشت شده است. عبدالکریم در مقاله خود نوشته بود که مرگ ملک عبدالله ممکن است به فرو پاشیدن عربستان منجر شود. در این مقاله آمده که تنش هایی در خاندان سلطنتی در مورد مساله جانشینی وجود دارد. بی بی سی فارسی
- بازداشت بنیان‌گذار سایت ویکی‌لیکس

جولیان آسانژ پس از آن‌که خود را به پلیس لندن معرفی کرد بازداشت شد. حکم بازداشت وی از سوی پلیس سوئد به اتهام «چندین مورد آزار جنسی از جمله تجاوز به عنف»، صادر شده است. در هفته‌های اخیر، انتشار اسناد دیپلماتیک وزارت خارجه آمریکا در سایت ویکی‌لیکس خشم مقامات این کشور را برانگیخت. دویچه وله فارسی
- برگزاری تجمع‌های دانشجویی به مناسبت روز دانشجو در ایران

منابع خبری نزدیک به مخالفان دولت ایران، امروز ۱۶ آذر (۷ دسامبر) تصاویر و گزارش هایی را از گردهمایی‌های اعتراضی دانشجویان به مناسبت فرا رسیدن «روز دانشجو»، در دانشگاه‌های تهران، امیرکبیر، علم و صنعت در تهران، دانشگاه آزاد قزوین، دانشگاه تبریز، دانشگاه بوعلی همدان و دانشگاه گیلان در رشت منتشر کرده اند. حضور نیروهای پلیس در خیابان های اطراف دانشگاه های بزرگ تهران «گسترده» توصیف شده است و نصب پرده های برزنتی روی نرده های دانشگاه تهران، مانع از دیده شدن محوطه این دانشگاه است. همچنین نیروهای امنیتی و بسیج اقدام به تهدید، فیلمبرداری و بازداشت دانشجویان کردند و با دانشجویان درگیر شدند. بی بی سی فارسی، رادیو فردا

## ۸ دسامبر ۲۰۱۰
- پی‌پل: پس از نامه دولت آمریکا، همکاری با ویکی‎لیکس را متوقف کردیم

شرکت آمریکایی پی پل که اخیرا ارسال مبالغ اهدایی به ویکی لیکس از طریق سایت اینترنتی خود را متوقف کرد، گفته‌است که این تصمیم را پس از دریافت نامه‌ای از دولت آمریکا اتخاذ کرده‌است. اسامه بدیر، قائم مقام شرکت پی پل که به شرکت ای بی وابسته‌است گفت وزارت خارجه آمریکا به شرکت آنها گفته‌است که ویکی لیکس در فعالیت‌های غیرقانونی دست دارد. بی بی سی فارسی
- سازمان گزارشگران بدون مرز: سودجویی جمهوری اسلامی از مذاکرات برنامه هسته‌ای برای «تشدید سرکوب» روزنامه‌نگاران در ایران

سازمان گزارشگران بدون مرز، بازداشت چهار تن از دست‌اندرکاران روزنامه شرق و صدور حکم اعدام برای سعید ملک‌پور برنامه‌نویس سایت‌های اینترنتی را محکوم کرد. گزارشگران بدون مرز در بیانیه خود با اشاره به این‌که از روز شنبه و آغاز مذاکرات ایران و گروه ۱+۵ (آمریکا، چین، فرانسه، انگلستان، روسیه و آلمان) دست‌کم پنج روزنامه‌نگار زندانی شده‌اند افزوده‌است: «جمهوری اسلامی ایران همزمان با آغاز دور تازه مذاکرات در باره برنامه هسته‌ای با جامعه جهانی، سرکوب روزنامه‌نگاران و شهروند وب‌نگاران را تشدید کرده‌است.» این سازمان افزوده‌است که جمهوری اسلامی ایران از مذاکرات مربوط به برنامه هسته‌ای خود سود می‌جوید «تا سانسور و سرکوب علیه رسانه‌ها و حرفه‌کاران مطبوعات را گسترش دهد.» رادیو زمانه
- بالاگرفتن اختلاف وزارت اطلاعات و قوه قضاییه ایران

صادق لاریجانی رئیس قوه قضائیه ایران، در واکنش به انتقادات یک ماه پیش احمد جنتی در مورد عدم همکاری این قوه با وزارت اطلاعات، نیروهای امنیتی را در زمینه مسائل قضایی فاقد صلاحیت دانست. به گزارش خبرگزاری فارس، آقای لاریجانی امروز ۱۷ آذر (۸ دسامبر) در جمع تعدادی از مسئولان دستگاه‌های نظارتی ایران از جمله وزارت اطلاعات گفت: «دستگاه امنیتی قاضی نیست و همیشه کار قضاوت با دستگاه قضایی بوده‌است و این جای تاسف دارد که برخی از بزرگان ما اظهارات خود را بر مبنای نوشته‌های روزنامه‌ها بیان می‌کنند.» بی بی سی فارسی
- تأیید «جرایم امنیتی» دست‌اندرکاران شرق

عباس جعفری دولت‌آبادی، دادستان تهران بازداشت چهار تن از دست‌اندرکاران روزنامه شرق را تأیید کرد و گفت آن‌ها به دلیل «ارتکاب جرایم امنیتی» بازداشت شده‌اند و تحقیقات درباره اتهامات آنان ادامه دارد. جعفری دولت‌آبادی همچنین اخبار منتشر شده در برخی سایت‌ها درباره بازداشت فردی به نام «بنیامین» را تأیید کرد و افزود: «نامبرده به دلیل ارتکاب جرایم امنیتی بازداشت شده‌است.» پیشتر بسیاری از سایت‌های طرفدار دولت ایران «بنیامین» را عضو مرتبط با ستاد انتخاباتی میرحسین موسوی، از رهبران مخالفان دولت کنونی معرفی کردند که به گفته آنها توسط فرد دیگری با سازمان مجاهدین خلق، که از گروه‌های مخالف حکومت ایران است در ارتباط بوده‌است. رادیو زمانه

## ۹ دسامبر ۲۰۱۰
- علی شکوری راد دوباره بازداشت شد

به گزارش پایگاه اطلاع رسانی دادسرای عمومی و انقلاب تهران، علی شکوری راد به اتهام «انتساب اظهارات کذب و خلاف واقع» به صادق لاریجانی، رئیس دستگاه قضایی ایران، امروز پنجشنبه (۱۸ آذر - نهم دسامبر) بازداشت شده است. شکوری راد که اوایل آبان ماه گذشته از زندان آزاد شده بود، اخیرا در جریان مناظره با عبدالرضا داوری، مدیر عامل سابق خبرگزاری دولتی ایرنا، در دفاع از دیدگاه خود در مورد بروز تخلف در انتخابات گفته بود: «رسانه های خود شما گفتند که علی لاریجانی تلفنی به آقای موسوی تبریک گفت... چنین مطالبی راجع به آقای صادق لاریجانی نیز وجود دارد که تاکنون بنا به دلایلی رسانه‌ای نشده است و اگر لازم بود این کار انجام خواهد شد.» بی بی سی فارسی
- تسلیت چند مرجع تقلید و گروه سیاسی در سالگرد درگذشت آیت الله منتظری

در سالگرد قمری درگذشت آیت الله حسینعلی منتظری، از مراجع تقلید شیعه، چند مرجع تقلید مانند یوسف صانعی و بیات زنجانی و همچنین چند گروه سیاسی به بیت او تسلیت گفته اند و گزارش هایی از تعطیلی بازار شهر نجف آباد، محل تولد آیت الله منتظری، منتشر شده است. بیت آیت الله منتظری با انتشار بیانیه ای با اشاره به ضرب و شتم و دستگیری بعضی از شرکت کنندگان در مراسم تشییع و چهلمین روز درگذشت او، اعلام کرده بودند به خاطر نگرانی از تکرار این حوادث، مراسم نخستین سالگرد درگذشت آقای منتظری برگزار نمی شود. در این بیانیه با اشاره به حمله «نیروهای لباس شخصی» به دفتر آیت الله منتظری و «غارت و پلمب» آن، از این که در حکومت جمهوری اسلامی «حریم امنی» وجود ندارد، انتقاد شده بود. بی بی سی فارسی
- تداوم آلودگی شدید هوا در تهران

تهران پایتخت ایران همچنان با آلودگی شدید هوا دست به گریبان است. روزنامه بریتانیایی گاردین به نقل از یک مشاور شهردار تهران می گوید مردم «سم» تنفس می کنند. تولید بنزین با درصد بالای سرب عامل عمده ای در آلودگی هوا تلقی می شود و برخی از ساکنان تهران می گویند تحریم های آمریکا نیز به تولید بنزین با کیفیت پایین در ایران و آنچه می تواند بی سابقه ترین آلودگی شهر باشد کمک کرده است. گزارش های خبری حاکی است بر شمار مراجعه مبتلایان به مشکلات تنفسی و سر دردهای شدید به بیمارستان های تهران افزوده شده است. صدای آمریکا

## ۱۰ دسامبر ۲۰۱۰
- ماشاالله شمس‌الواعظین به تحمل ۱۶ ماه حبس محکوم شد

دادگاه انقلاب تهران،  ماشاالله شمس‌الواعظین را به ۱۶  ماه حبس محکوم کرد. بی‌بی‌سی فارسی
- کمیته نوبل: شیائوبو باید آزاد شود

مراسم اعطای جایزه صلح نوبل به لیو شیائوبو  ناراضی زندانی چینی، در غیاب او برگزار شد و رئیس  کمیته نوبل خواستار آزادی او شد. بی‌بی‌سی فارسی
- ویکی لیکس: کره شمالی در ساخت مراکز اتمی به برمه کمک می‌کند

براساس مکاتبات دیپلماتیک آمریکا که توسط وبسایت افشاگر ویکی لیکس منتشر شده، برمه ممکن است با حمایت کره شمالی سرگرم احداث تاسیسات موشکی و اتمی باشد. این اسناد بر اظهارات شاهدان عینی استوار است که گفته‌اند کارگران کره شمالی در ساختن تاسیسات زیرزمینی در یک ناحیه جنگلی در برمه فعالیت دارند. این گزارش باعث تشدید نگرانی در این مورد می‌شود که احتمال دارد حکومت برمه در صدد دستیابی به تسلیحات اتمی باشد هر چند مقامات این کشور چنین برنامه‌ای را تکذیب کرده‌اند. بی‌بی‌سی فارسی
- آزادی سکینه آشتیانی تکذیب شد

شبکه تلویزیونی پرس تی وی متعلق به دولت ایران گزارش‌های منتشر شده در مورد آزادی سکینه محمدی آشتیانی، زن ایرانی محکوم به سنگسار را تکذیب کرد.سایت بی بی سی فارسی
- ایران، هم‌چنان بزرگ‌ترین زندان روزنامه‌نگاران در دنیا

کمیته حمایت از روزنامه‌نگاران در تازه‌ترین آمار خود از روزنامه‌نگاران زندانی در دنیا اعلام کرد که ایران در کنار چین هم‌چنان بزرگ‌ترین زندان برای روزنامه‌نگاران است. این کمیته می‌گوید آمارش از روزنامه‌نگاران زندانی در ۱۴ سال گذشته بی‌سابقه‌است.وبسایت رادیو فردا
- اعضای سابق ویکی لیکس یک سایت رقیب خواهند ساخت

یک گروه از اعضای سابق ویکی لیکس قصد دارند سایت جدیدی به نام اپن لیکس را برای مخالفت با جولین آسانژ بنیانگذار ویکی لیکس ایجاد کنند.سایت روزنامه دیلی تلگرف +سایت روزنامه واشنگتن پست
- پوتین هم به جمع هواداران جولین آسانژ پیوست

ولادیمیر پوتین، نخست‌وزیر روسیه، روز پنجشنبه به جمع هواداران جولین آسانژ، پیوست و بازداشت بنیانگذار ویکی‌لیکس را «غیردموکراتیک» دانست. ولادیمیر پوتین، نخست‌وزیر روسیه، روز پنجشنبه با انتقاد از دستگیری بنیانگذار ویکی‌لیکس گفت: «چرا آقای آسانژ به زندان افتاده است؟ آیا این دموکراسی است؟ به قول ما، دیگ به دیگ می‌گه روت سیاه.» نخست‌وزیر روسیه افزود: «می‌خواهم توپ را به زمین همکاران آمریکایی‌ام بیندازم.» رادیوفردا
- مرگ بیش از دو هزار و ۵۰۰ نفر بر اثر آلودگی هوا در تهران

در حالی که یکی از مسئولان شهرداری تهران از مرگ بیش از دو هزار و ۵۰۰ نفر در تهران بر اثر آلودگی هوا خبر داده‌است، انتقادها از اقدام‌هایی مانند آبپاشی تهران با استفاده از هواپیماهای سم‌پاش بالا گرفته‌است. وحید نوروزی، مدیر عامل ستاد مرکزی معاینه فنی خودروهای تهران، روز چهارشنبه در وبلاگ خود از مرگ بیش از دو هزار و ۵۰۰ نفر بر اثر آلودگی هوا در تهران خبر داده‌است. وی در این باره نوشته‌است: «حداقل فوتی در اثر ذرات معلق در سال در تهران ۲۶۵۸ نفر، منوکسید کربن ۱۵ نفر، ازون ۷۲ نفر و دی اکسید گوگرد ۸۹۶ نفر می‌باشد.» رادیوفردا

## ۱۱ دسامبر ۲۰۱۰
- (برای این روز رویدادی ثبت نشده‌است).

## ۱۲ دسامبر ۲۰۱۰
- (برای این روز رویدادی ثبت نشده‌است).

## ۱۳ دسامبر ۲۰۱۰
- منوچهر متکی از مقام وزیر امور خارجه ایران برکنار شد

محمود احمدی نژاد، رئیس جمهوری ایران، منوچهر متکی وزیر امور خارجه ایران را برکنار و  علی اکبر صالحی را به عنوان سرپرست وزارت امور خارجه ایران معرفی کرد. بی‌بی‌سی فارسی
- تهدید به تخریب مقبره اِستِر در ایران در صورت صدمه‌خوردن به مسجدالاقصی

گروهی از افرادی که رسانه‌های دولتی ایران، اعضای بسیج دانشگاه بوعلی سینای همدان خوانده‌اند، با تجمع در مقبره استر و مردخای تهدید کرده‌اند که در صورت صدمه‌خوردن به مسجدالاقصی توسط باستان‌شناسان اسرائیلی، زیارت‌گاه یهودیان ایران را ویران خواهند کرد. بی‌بی‌سی فارسی

## ۱۴ دسامبر ۲۰۱۰
- درگذشت ریچارد هولبروک، فرستاده ویژه آمریکا به افغانستان و پاکستان

ریچارد هولبروک، دیپلمات کهنه‌کار آمریکایی و نماینده ویژه باراک اوباما در امور افغانستان و پاکستان، به دنبال دومین عمل جراحی قلب درگذشت. او در جریان ملاقاتی با هیلاری کلینتون، وزیر امور خارجه آمریکا دچار ناراحتی قلبی شد و به بیمارستان انتقال یافت. این دیپلمات با سابقه که به «بولدوزر» معروف بود، گروه‌های متخاصم زیادی را پای میز مذاکره آورده بود. بی‌بی‌سی فارسی، یورونیوز فارسی

## ۱۵ دسامبر ۲۰۱۰
- انفجارهای انتحاری در چابهار

درپی دو عملیات انتحاری در نزدیکی میدان فرمانداری و در میان یک دسته عزاداران شیعه در شهر چابهار در استان سیستان و بلوچستان، حداقل ۳۸ نفر کشته شدند از میان سه نفر از عوامل این عملیات یک نفر کشته ،یک نفر زخمی و نفر دیگر دستگیر شده است.خبرگزاری مهر،سایت واحد مرکزی خبر بی‌بی‌سی فارسی
- سنگال سفیر خود در ایران را در ارتباط با کشف محموله سلاح فراخواند

سنگال به علت نارضایتی از توضیحات ایران درباره ضبط یک محموله سلاح در نیجریه، سفیر خود در تهران را فراخواند. بی‌بی‌سی فارسی
- فضاپیمای وویجر ۱ به لبه منظومه شمسی رسید

فضاپیمای وویجر ۱، که دورافتاده‌ترین فضاپیما از زمین است، در سفر خود به سوی کرانه‌های فراتر از منظومه شمسی، یک گام مهم دیگر برداشته است. این فضاپیمای متعلق به سازمان ملی هوانوردی و فضایی ایالات متحده آمریکا، اکنون ۱۷ میلیارد و ۴۰۰ میلیون کیلومتر از سیاره زمین فاصله گرفته‌است و تغییری مشخص در جریان ذرات در اطراف خود را ردیابی کرده‌است. بی‌بی‌سی فارسی، ای‌بی‌سی نیوز
- پارلمان ایتالیا بار دیگر به برلوسکونی رأی اعتماد داد

سیلویو برلوسکونی، نخست‌وزیر ایتالیا، موفق شد تا با اختلافی اندک از پارلمان این کشور رأی اعتماد بگیرد و هم‌چنان در سمت خود باقی بماند. برلسکونی در شرایطی توانست با ۱۶۲ رأی موافق در مقابل ۱۴۶ رأی مخالف، از پارلمان ایتالیا که متشکل از مجلس سنا و مجلس نمایندگان است، رأی اعتماد بگیرد که برخی مخالفان برلوسکونی بر این باور بودند که دولت وی برای جلب رأی اعتماد، دست به زد و بندهای پشت پرده و خرید رأی زده‌ است. رادیو فردا، یورونیوز فارسی

## ۱۶ دسامبر ۲۰۱۰
- بینانگذار ویکی لیکس آزاد شد

جولین آسانژ بنیانگذار ویکی لیکس  به قید وثیقه ۳۱۸٬۰۰۰ دلاری آزاد شد. رادیو فردا
- دولت آمریکا شرکت بی‌پی را به دلیل نشت نفت تحت پیگرد قانونی قرار داد

دولت ایالات متحده آمریکا، شرکت بی‌پی و هشت شرکت نفتی دیگر را به اتهام نقض قوانین ایمنی فدرال، در ارتباط با لکه نفتی خلیج مکزیک، تحت پیگرد قانونی قرار داده‌است. در این دعوی حقوقی خواسته شده‌است که این شرکت‌ها بدون هرگونه محدودیتی در زمینه پاک‌سازی و هزینه خسارات وارده، مسئول شناخته شوند. بی‌بی‌سی فارسی
- نیروی هوایی آمریکا وب‌گاه نیویورک تایمز و گاردین را فیلتر کرد

نیروی هوایی ایالات متحده آمریکا، دسترسی به وب‌گاه اینترنتی رسانه‌های معتبری از جمله نیویورک تایمز و گاردین را در شبکه رایانه‌ای خود فیلتر کرد. علت این اقدام، انتشار اسناد محرمانه دیپلماتیک وزارت امور خارجه آمریکا توسط ویکی‌لیکس عنوان شده‌است. بی‌بی‌سی فارسی

## ۱۷ دسامبر ۲۰۱۰
- واکنش شدید ایران به حمایت نماینده هلندی از اقدام نظامی

ویم کورتنون، عضو حزب دست‌راستی موسوم به «آزادی» و نماینده پارلمان هلند گفته‌است که برای مقابله با برنامه هسته‌ای ایران باید دست به اقدام نظامی زد. بدنبال این اظهارات، سفارت ایران در لاهه موضع‌گیری‌های ویم کورتنون را «جنگ افروزانه، منفور و نژادپرستانه» خواند و آن را محکوم کرد. حزب آزادی که مواضع اسلام‌ستیزانه دارد، پیش‌تر نیز مواضعی علیه مسلمانان اتخاذ کرده بود که واکنش‌های زیادی را برانگیخت. بی‌بی‌سی فارسی
- خالق پلنگ صورتی درگذشت

بلیک ادواردز، سینماگر آمریکایی که برخی از بهترین فیلم‌های کمدی هالیوود را در قرن بیستم کارگردانی کرد، در سن ۸۸ سالگی درگذشت. او کارگردانی فیلم‌هایی هم‌چون صبحانه در تیفانی و پلنگ صورتی را در کارنامه هنری خود داشت. بی‌بی‌سی فارسی

## ۱۸ دسامبر ۲۰۱۰
- پارلمان ونزوئلا به هوگو چاوز اختیارات ویژه داد

پارلمان ونزوئلا به هوگو چاوز، رئیس‌جمهوری این کشور اختیارات ویژه‌ای داده تا او بتواند مشکلات سیل‌زدگان سیل اخیر این کشور را حل کند. به این ترتیب، هوگو چاوز قادر خواهد بود به مدت هجده ماه فرمان‌های مورد نظر خود را صادر و آن‌ها را بدون نیاز به رای‌گیری در پارلمان به قانون تبدیل کند. بی‌بی‌سی فارسی
- سفر ناگهانی صدراعظم آلمان به افغانستان

آنگلا مرکل، صدراعظم آلمان صبح شنبه (۱۸ دسامبر ۲۰۱۰) در سفری ناگهانی برای دیدار با سربازان آلمانی مستقر در شمال افغانستان وارد کندوز شد. این سومین دیدار خانم مرکل از افغانستان است. کارل تئودور تسوگوتنبرگ، وزیر دفاع آلمان نیز وی را در این سفر هم‌راهی می‌کند. دویچه وله فارسی

## ۱۹ دسامبر ۲۰۱۰
- حضور سنگین نیروهای پلیس در میادین اصلی تهران همزمان با آغاز حذف یارانه ها

گزارش‌های رسیده از ایران حاکی است که همزمان با آغاز حذف یارانه‌ها در ایران، نیروهای پلیس در خیابان‌های تهران مستقر شده و تا شب گذشته صف‌های طولانی در مقابل پمپ بنزین‌ها تشکیل شده بود. همزمان جزئیات قیمت‌های جدید برق، گاز، آب، آرد و سوخت هواپیما اعلام شده‌است. بر اساس گزارش خبرگزاری آسوشیتدپرس و سایت‌های خبری ایران، گروه‌های متعدد پلیس در مناطق اصلی تهران مستقر شده‌اند و آن گونه که سایت «کلمه» نزدیک به مخالفان دولت اعلام کرده‌است، نیروهای پلیس و ماموران لباس شخصی به طور ویژه در کنار پمپ بنزین‌ها حضور پررنگی دارند. دولت محمود احمدی نژاد نگران است که افزایش قیمت بنزین مانند سال ۱۳۸۶، به ناآرامی‌ها در پایتخت دامن بزند. در این سال، معترضان خشمگین در واکنش به سهمیه بندی بنزین چندین پمپ بنزین را به آتش کشیدند. رادیو فردا
- فریبرز رئیس دانا، اقتصاددان ایرانی بازداشت شد

همسر فریبرز رئیس دانا، اقتصاددان منتقد و پژوهشگر اقتصادی در تهران، در گفت و گو با رادیو فردا اعلام کرد که این عضو کانون نویسندگان ایران نیمه شب شنبه توسط چند مامور امنیتی در منزل خود بازداشت شد. بر اساس این گزارش، دلیل بازداشت این اقتصاددان منتقد نیز اعلام نشده‌است و ماموران تنها گفته‌اند که او را برای «گفت و گو» با خود می‌برند. تاکنون محل بازداشت فریبرز رئیس دانا مشخص نشده‌است. خانم فرقانی با مودبانه توصیف کردن رفتار بازداشت کنندگان گفت: به او گفته‌اند که با «جایی مصاحبه نکند و اگر هم مصاحبه کرد، بگوید که رفتارشان خوب بوده‌است.» رادیو فردا
- حذف تدریجی یارانه‌ها در ایران آغاز شد

محمود احمدی‌نژاد ، رئیس‌جمهوری ایران با حضور در تلویزیون دولتی ایران، آغاز اجرای قانون هدفمند کردن یارانه‌ها را رسما اعلام کرد. او گفت که از روز ۲۸ آذر ۱۳۸۹، حامل‌های انرژی، آب و نان در سراسر ایران با بهای جدید ارائه خواهند شد. به دنبال آن، دولت ایران با انتشار اطلاعیه‌ای رسمی اعلام کرد که قیمت بنزین آزاد از این پس لیتری ۷۰۰ تومان، بنزین سهمیه‌ای لیتری ۴۰۰ تومان و قیمت سی‌ان‌جی (گاز اتومبیل) متر مکعبی ۳۰۰ تومان خواهد بود. قیمت گازوئیل آزاد هم در این اطلاعیه لیتری ۳۵۰ تومان اعلام شده‌است. همچنین به گفته محمدرضا فرزین، سخنگوی کارگروه تحول اقتصادی، متوسط قیمت برق ۴۵ تومان، آب ۲۸۳ تومان، گاز خانگی ۷۰ تومان، گندم ۲۵۰ تومان، آرد ۲۹۰ تومان، برق صنایع ۴۰ تومان، برق کشاورزی ۱۴ تومان و سوخت هواپیما ۴۰۰ تومان خواهد بود. از سوی دیگر، مدیر عامل اتحادیه سواری کرایه بین شهری خبر داده که مطابق مجوزهای صادره از سوی دولت، نرخ کرایه اتوبوس‌های ویژه و خودروهای سواری بین شهری ۲۰ درصد، بخش بار ۱۵ درصد، بخش مسافربری ۱۲۵ درصد و خودروهای سواری داخل شهری ۱۰ درصد افزایش خواهد یافت. بی‌بی‌سی فارسی، دویچه وله فارسی، رادیو فردا
- خدمت همجنس‌گرایان در ارتش آمریکا آزاد شد

با رای مجلس سنای ایالات متحده آمریکا، حضور همجنس‌گرایان در نیروهای نظامی ایالات متحده آمریکا مجاز شد. نمایندگان مجلس سنای آمریکا، به طرحی رای دادند که قانون موسوم به «نپرس، نگو» را باطل کرد. این قانون که در سال ۱۹۹۳ میلادی، تصویب شده بود، حضور نظامیان همجنس‌گرا در نیروهای مسلح را در صورت فاش‌شدن تمایلات همجنس‌خواهانه آنان ممنوع می‌کرد. قانون نپرس، نگو با رای موافق ۶۵ عضو سنا و به رغم مخالفت ۳۱ سناتور عضو حزب جمهوری‌خواه باطل شد. بی‌بی‌سی فارسی
- افشاگری ویکی‌لیکس علیه رئیس جمهور سودان

روزنامه گاردین، با استناد به آخرین افشاگری‌های سایت ویکی‌لیکس، گزارشی محرمانه را منتشر کرده‌است، مبنی بر این‌که عمر البشیر، رئیس‌جمهور سودان که تحت تعقیب دیوان بین‌المللی کیفری قرار دارد، مبلغ نه میلیارد دلار از خزانه دولتی سودان را به بانک‌های بریتانیا از جمله بانک لویدز، منتقل کرده‌است. سفارت سودان در لندن و بانک لویدز این خبر را تکذیب کرده‌اند. دویچه وله فارسی

## ۲۰ دسامبر ۲۰۱۰
- زلزله‌ای قوی جنوب ایران را لرزاند

زلزله‌ای به قدرت شش و نیم درجه ریشتر، بخشی از جنوب ایران را لرزاند، اما براساس گزارش‌های اولیه تلفاتی وجود نداشته‌است. تلویزیون دولتی ایران گزارش داده که «زلزله در ساعت ۲۲:۱۲ به وقت محلی در استان کرمان روی داد و لرزش آن در بسیاری شهرها احساس شد». بی‌بی‌سی فارسی
- هفت نفر از نه نفر نامزد انتخابات ریاست جمهوری بلاروس دستگیر شدند

بسیاری از کشورهای غربی، اعمال خشونت توسط پلیس و نیروهای امنیتی برای سرکوب هزاران نفر از مخالفان دولت و نیز دستگیری هفت نفر از نه نفر نامزد ریاست جمهوری بلاروس را محکوم کردند. بر اساس آمار کمیته برگزارکننده انتخابات، الکساندر لوکاشنکو با کسب ۸۰ درصد آرا برای چهارمین بار متوالی رئیس‌جمهور بلاروس می‌شود. لوکاشنکو، در واکنش به اعتراضات داخلی و بین‌المللی، مخالفان خود را «مُشتی وحشی و جنایتکار» خواند. یورونیوز فارسی، دویچه وله فارسی
- یازده نفر از افراد «وابسته» به جندالله در زاهدان اعدام شدند

دادگستری استان سیستان و بلوچستان در ایران با صدور اطلاعیه‌ای اعلام کرد که یازده نفر از افراد «وابسته» به گروه شبه‌نظامی جندالله به اتهام ارتباط با این گروه و ایجاد «شرارت و ناامنی» در زندان زاهدان اعدام شده‌اند. بی‌بی‌سی فارسی
- فیلم‌ساز ایرانی به ۲۰ سال محرومیت از حقوق اجتماعی محکوم شد

جعفر پناهی، فیلم‌ساز مشهور ایرانی که پس از اعتراضات سراسری به نتایج انتخابات ریاست جمهوری ایران بازداشت شده بود، به اتهام «اجتماع و تبانی و تبلیغ علیه نظام جمهوری اسلامی» به ۶ سال حبس تعزیری و ۲۰ سال محرومیت از فیلم‌سازی، فیلم‌نامه‌نویسی، سفر به خارج از ایران و گفتگو با رسانه‌های داخل و خارج ایران محکوم شده‌است. بی‌بی‌سی فارسی، دویچه وله فارسی

## ۲۱ دسامبر ۲۰۱۰
- انتشار جزئیاتی از شکنجه‌ها در بازداشتگاه کهریزک

وب‌سایت جرس، از وب‌سایت‌های نزدیک به معترضان در ایران، در تاریخ ۳۰ آذر ۱۳۸۹ (۲۱ دسامبر ۲۰۱۰) اسناد کیفرخواست متهمان به قتل زندان کهریزک را منتشر کرد. این اسناد، نشان‌دهنده شکنجه‌های جسمی جدید در این بازداشتگاه و نام شکنجه‌گران و مسببان وقایع بازداشتگاه کهریزک در زمان اعتراضات مردم ایران به نتایج انتخابات ریاست جمهوری در سال ۱۳۸۸ است. بی‌بی‌سی فارسی
- تایید مرگ هفت نفر در زلزله جنوب ایران؛ صدها نفر زیر آوار

به گزارش منابع خبری ایران، زلزله‌ای به قدرت شش و نیم درجه ریشتر، شب دوشنبه بخشی از جنوب ایران را لرزانده و استاندار کرمان با تایید مرگ حداقل هفت نفر احتمال افزایش آمار تلفات را منتفی ندانسته‌ و اعلام کرده که صدها نفر هم هم‌چنان زیر آوار هستند. بنابر گزارش‌های رسانه‌های دولتی ایران، بسیاری از اهالی سه روستای چاه قنبر، تک سیف الدینی و سرزه ریگان زیر آوار مانده‌اند. بی‌بی‌سی فارسی
- نخستین هم‌زمانی ماه‌گرفتگی و یلدا در نزدیک به چهار سده.

ماه‌‌گرفتگی کاملِ بامداد ۲۱ دسامبر، ۳۰ آذرماه، در ایران قابل رؤیت نیست اما به‌جز آمریکا در غرب اروپا، خاور دور، شمال غرب آفریقا و اقیانوسیه هم قابل مشاهده‌است. ماه‌گرفتگی آذرماه امسال نخستین خسوفی است که در ۳۷۲ سال اخیر با شب یلدا یا همان شب «انقلاب زمستانی» همزمان شده‌است. بار آخری که ماه‌گرفتگی و یلدا در یک روز اتفاق افتاد ۳۰ آذر ۱۰۱۷ خورشیدی برابر با ۲۱ دسامبر ۱۶۳۸ میلادی بود.
رادیو فردا

## ۲۲ دسامبر ۲۰۱۰
- سازمان ملل نقض حقوق بشر در ایران را محکوم کرد

مجمع عمومی سازمان ملل متحد، قطعنامهٔ مصوب کمیته سوم مجمع عمومی درباره وضعیت حقوق بشر در ایران را تایید کرد. در این قطعنامه از «نقض شدید و مکرر حقوق بشر در ایران به شدت ابراز نگرانی» شده‌است. پیش‌نویس این قطعنامه توسط نمایندهٔ کانادا به کمیته سوم ارائه شده بود که با رای مثبت ۸۰ کشور به تصویب رسید. ۵۷ کشور نیز رای ممتنع و ۴۴ کشور رای منفی به آن دادند. دویچه وله فارسی
- رحیمی: تا احمدی نژاد هست من هم معاون اول خواهم ماند

محمد رضا رحیمی، معاون اول رئیس جمهوری ایران، می‌گوید که به زودی در یک کنفرانس خبری از اتهامات مربوط به فساد مالی سخن خواهد گفت و تاکید کرد: «تا احمدی نژاد رییس جمهور است، من هم معاون اول ایشان خواهم ماند.» در این پیام آمده‌است: «در ادامه روند برخوردهای تخریبی علیه دولت خدمتگزار، طی روزهای اخیر نیز انتشار گسترده اظهارات نادرست سخنگوی محترم قوه قضاییه، منجر به تشدید برخی تخریب‌ها و ابهامات در افکار عمومی علیه اینجانب گردید.» دو روز پیش، غلامحسین محسنی اژه‌ای، دادستان کل و سخنگوی قوه قضاییه، در یک نشست خبری از احتمال احضار معاون اول رئیس جمهوری در ارتباط با یک پرونده فساد مالی سخن گفته بود. بی‌بی‌سی فارسی
- مکارم شیرازی: نمی‌توانیم بنشینیم با مقدسات اسلامی بازی کنند

آیت‌الله ناصر مکارم شیرازی، از مراجع تقلید شیعه در قم، با انتقاد از کسانی که «در کشور مصونیت دارند» و «به امامان و علما و فقها توهین می‌کنند»، گفت: «نمی توانیم بنشینیم با مقدسات اسلامی بازی کنند.» مکارم شیرازی امروز چهارشنبه در ابتدای درس خارج فقه در قم گفت: «در رسانه‌ها و مطبوعات خبری از یکی از مسئولان منتشر شده که وی گفته‌است کسانی که با موسیقی مخالف هستند نمی‌فهمند. ما منتظر بودیم که این خبر تکذیب شود که این گونه نشد.»  از این برخی از سایت‌های نزدیک به اصولگرایان، سخنانی را از قول رحیم مشایی نقل کردند که در آن گفته بود: «بعضی موسیقی را درک نمی‌کنند و نمی‌فهمند و می‌گویند موسیقی حرام است. شما قبله‌ای غلط دارید و موسیقی را هم نمی‌فهمید چون که در فهم و درک دنیای شاعر و هنرمندی عاجزید.» بی‌بی‌سی فارسی
- تحریم‌های جدید آمریکا علیه ایران

وزارت خزانه‌داری ایالات متحده آمریکا از تحریم‌های جدیدی علیه سپاه پاسداران انقلاب اسلامی، خطوط کشتیرانی و بخش انرژی ایران خبر داده‌است. بنیاد تعاون سپاه پاسداران، شرکت نفت و گاز پارس، شرکت بیمه معلم، بانک انصار و بانک مهر اقتصاد نیز در فهرست تحریم‌های جدید آمریکا علیه ایران قرار دارند. دویچه وله فارسی، بی‌بی‌سی فارسی
- فرانسه با دفاع از جعفر پناهی خواستار آزادی همه زندانیان عقیدتی ایران شد

میشل آلیو-ماری، وزیر امور خارجه فرانسه با انتشار بیانیه‌ای «مراتب شدیدترین انزجار خود» از محکومیت جعفر پناهی و محمد رسول‌اف، دو سینماگر ایرانی، به شش سال زندان و محرومیت ۲۰ ساله از حقوق اجتماعی و حرفه‌ای را اعلام کرد و خواستار آزادی تمام زندانیان عقیدتی در جمهوری اسلامی ایران شد. رادیو بین‌المللی فرانسه

## ۲۳ دسامبر ۲۰۱۰
- حبس ابد برای دیکتاتور سابق آرژانتین

خورخه ویدلا، ژنرال و دیکتاتور سابق آرژانتین در دهه ۷۰ ميلادی به خاطر اعدام مخالفان و جنایت علیه بشریت، در دادگاهی در آرژانتین به حبس ابد محکوم شد. بر اساس گزارش سازمان‌های مدافع حقوق بشر، محکوميت وی به خاطر کشتارهای دوران حکومت ديکتاتوری در سال‌های ۱۹۷۶ تا ۱۹۸۳ بود که طی آن ۳۰ هزار نفر ناپديد شدند. رادیو زمانه
- سازمان ملل متحد: «ده‌ها نفر در خشونت‌های انتخاباتی ساحل عاج کشته شده‌اند»

فشارهای بین‌المللی برای کناره‌گیری لوران باگبو، رئیس‌جمهور کنونی ساحل عاج در حال افزایش است، کمیته حقوق بشر سازمان ملل متحد اعلام کرد که بیش از ۱۷۰ نفر در جریان درگیری‌های خشونت‌آمیز یک هفته گذشته در ساحل عاج و به دنبال سرکوب مخالفان توسط دولت کشته شده‌اند. بی‌بی‌سی فارسی، دویچه وله فارسی، یورونیوز فارسی

## ۲۴ دسامبر ۲۰۱۰
- بازداشت یک افسر سپاه پاسداران در افغانستان

نیروهای بین‌المللی کمک به امنیت در افغانستان (آیساف) یک افسر عالی‌رتبهٔ سپاه پاسداران ایران را به اتهام قاچاق سلاح در ولایت قندهار ِ افغانستان بازداشت کردند. یک سخنگوی آیساف در بیانیه‌ای اعلام کرد «مرد بازداشت‌شده یک قاچاقچی اسلحهٔ مقیم قندهار با ارتباط مستقیم با رهبران طالبان در ولایت قندهار است». روزنامهٔ تایمز نیز گزارش داده که ایران تعدادی از جنگجویان عالی‌رتبهٔ القاعده را از زندان آزاد کرده و این افراد می‌توانند در بازسازی شبکه‌های ارتباطی در مرز پاکستان و افغانستان شرکت داشته باشند. خبرگزاری فرانسه
- اعتراض به درج تصویر پیکرهٔ برهنهٔ آفرودیت بر روی گذرنامه‌های جدید قبرس

دیپلمات‌های قبرسی نگرانند که گذرنامه‌های جدید کشورشان برای اتباع و دیپلمات‌های قبرسی در کشورهای بسیار محافظه‌کار اسلامی دردسر ایجاد کند. بر روی گذرنامه‌های جدید پیکرهٔ برهنهٔ آفرودیت الههٔ عشق یونان باستان به تصویر درآمده‌است. بر اساس افسانه‌های محلی آفرودیت، که با نام رمی ونوس هم شناخته می‌شود، در سواحل جزیرهٔ قبرس از آب بیرون آمده‌است و به‌طور گسترده‌ای به عنوان نماد این کشور پذیرفته شده‌است. پیکرهٔ برهنه ونوس در موزه قبرس در نیکوزیا نگهداری می‌شود. وزیر کشور قبرس اعلام کرده که این گذرنامه‌ها از ۱۳ دسامبر صادر شده و تاکنون مشکلی ایجاد نکرده اما قول داده که پس از تعطیلات سال نو دوباره موضوع را بررسی کند. خبرگزاری فرانسه، رویتر

## ۲۵ دسامبر ۲۰۱۰
- ویکی‌لیکس: «اسرائیل سوریه را بمباران کرده بود»

افشای یکی از پیام‌های دیپلماتیک آمریکا توسط سازمان افشاگر ویکی‌لیکس، تائید می‌کند که اسرائیل کشوری بوده که بیش از سه سال پیش مجتمع مظنون به پیش‌برد برنامه هسته‌ای سوریه را بمباران هوایی کرده‌است. با این که به طور گسترده باور بر این بوده که نیروی هوایی اسرائیل این حمله را انجام داده‌است، این کشور هرگز حمله هوایی به سوریه را با صراحت نفی یا تائید نکرده بود. پیام دیپلماتیک افشا شده که متعلق به کاندولیزا رایس، وزیر امور خارجه سابق آمریکا است، تائید می‌کند که اسرائیل این حمله را انجام داده و افزوده دولت ایالات متحده آمریکا، دلایلی دارد که باور کند راکتور هسته‌ای الکبار سوریه با کمک کره شمالی ساخته شده بود. بی‌بی‌سی فارسی، دویچه وله فارسی
- بانک مرکزی هند واردات نفت از ایران را تأمین نمی‌کند

بانک مرکزی هند اعلام کرد، از این پس برای پرداخت بهای مواد خام وارداتی از ایران، تسهیلات مالی ارائه نخواهد کرد. منابع صنعت نفت هند معتقدند، این اقدام ممکن است واردات نفت و گاز از ایران را بسیار دشوار سازد. باراک اوباما، رئیس‌جمهور آمریکا، ماه گذشته از هند دیدار کرده بود. او در این دیدار به هند اطمینان داد که از درخواست این کشور برای عضویت دائم در شورای امنیت حمایت می‌کند. دویچه وله فارسی

## ۲۶ دسامبر ۲۰۱۰
- برندگان جایزه گلشیری معرفی شدند

برگزیدگان دهمین دوره جایزه‌ادبی هوشنگ گلشیری، به رغم محدودیت‌های روزافزون برای فعالیت نهادهای غیردولتی در ایران، معرفی شدند. در این مراسم از علی‌اشرف درویشیان، نویسنده ایرانی نیز تقدیر شده‌است. دویچه وله فارسی، رادیو زمانه
- تلاش برای لغو حکم اعدام حبیب‌الله لطیفی

سازمان‌ها و نهادهای بین‌المللی مدافع حقوق بشر، نویسندگان، روزنامه‌نگاران، فعالان سیاسی و تعدادی از زندانیان سیاسی زندان رجایی‌شهر خواهان لغو حکم اعدام حبیب‌الله لطیفی شده‌اند. برگزاری یک دادگاه عادلانه خواست بعدی این افراد و گروه‌هاست. حبیب‌الله لطیفی، دانشجوی سال آخر رشته مهندسی صنایع در دانشگاه ایلام، در سال ۱۳۸۶ بازداشت شد. وی به اتهام «اقدام علیه امنیت ملی جمهوری اسلامی» و «محاربه» به اعدام محکوم شده‌است. دویچه وله فارسی

## ۲۷ دسامبر ۲۰۱۰
- نئاندرتال‌ها سبزیجات پخته مصرف می‌کرده‌اند

یک مطالعه تازه به روی بقایای نئاندرتال‌ها حاکیست که این موجودات گیاهان و سبزیجات را می‌پخته و مصرف می‌کردند. محققان در آمریکا دانه‌های مواد گیاهی پخته را لای دندان‌های نئاندرتال‌ها یافته‌اند. این اولین بار است که تایید می‌شود رژیم غذایی نئاندرتال‌ها فقط به گوشت محدود نمی‌شده و کاملتر از آنچه تاکنون تصور می‌شد بوده‌است. تصور عمومی از نئاندرتال‌ها، به عنوان موجوداتی شدیدا گوشتخوار حاصل شواهد جسته گریخته بوده‌است. تحلیل شیمیایی استخوان‌های آنها حاکی از آن است که میزان مصرف سبزیجات توسط آنها کم یا صفر بوده‌است. این اتکای ظاهری بر گوشت از سوی برخی به عنوان علل انقراض انسان نئاندرتال مطرح شده‌است. براساس این نظریه با از میان رفتن ماموت‌ها با شروع عصر یخ، نئاندرتال از یک منبع مهم غذایی محروم شدند. بی‌بی‌سی فارسی

## ۲۸ دسامبر ۲۰۱۰
- دو زندانی سیاسی در ایران اعدام شدند

دادستانی عمومی و انقلاب تهران با صدور اطلاعیه‌ای اعلام کرد که علی صارمی و علی‌اکبر سیادت که به اتهام «محاربه» به اعدام محکوم شده‌بودند، در سحرگاه روز سه‌شنبه در زندان اوین به دار آویخته شدند. این اطلاعیه در مورد اتهام علی صارمی، او را عضو سازمان مجاهدین خلق ایران و در مورد اتهام علی اکبر سیادت، او را عامل سرویس جاسوسی اسرائیل دانسته‌است. بی‌بی‌سی فارسی، دویچه وله فارسی، رادیو زمانه، رادیو بین‌المللی فرانسه
- مجلس ایران: «فقط ۱۳ درصد خصوصی‌سازی واقعی بوده است»

مجلس شورای اسلامی ایران می‌گوید  «تنها سیزده و نیم درصد روند خصوصی‌سازی از سال ۱۳۸۴ تا کنون حقیقی بوده و بقیه به شرکت‌های شبه‌دولتی واگذار شده‌است». بر اساس این گزارش ۸۶ درصد تمام واگذاری‌ها به منظور خصوصی‌سازی، از شرکت‌های دولتی به شرکت‌های شبه‌دولتی بوده‌است. دویچه وله فارسی
- فعال حقوق بشر ایرانی به اتهام «بی‌حجابی» محاکمه شد

نسرین ستوده، وکیل دادگستری در ایران و فعال حقوق بشر به اتهام بی‌حجابی در ایران محاکمه و به دلیل اعتراض به روند دادگاه به پنج روز حبس تعزیری محکوم شد. نسرین ستوده از ۱۳ شهریور ۱۳۸۹ به اتهام «اقدام علیه امنیت ملی» در بازداشت است. بی‌بی‌سی فارسی

## ۲۹ دسامبر ۲۰۱۰
- مخالفت اسلام‌گرایان با ممنوعیت حجاب در مدارس جمهوری آذربایجان

گروه‌های اسلام‌گرا در جمهوری آذربایجان، با انجام تظاهراتی خواستار لغو ممنوعیت حجاب اسلامی در مدارس متوسطه این کشور شده‌‌اند. بخش‌نامه وزارت امور تحصیلات جمهوری آذربایجان، دانش‌آموزان دختر را به پوششی یکسان در مدارس فرا می‌خواند. دویچه وله فارسی
- التون جان، خواننده همجنس‌گرای بریتانیایی صاحب فرزند شد

التون جان و شریک زندگی‌اش دیوید فورنیش با کمک یک زن اهداکننده، توانستند از طریق لقاع مصنوعی، صاحب فرزند شوند. التون جان و دیوید فورنیش که از ابتدای دهه ۱۹۹۰ میلادی، با هم زندگی می‌کنند، سرانجام در سال ۲۰۰۵ میلادی، بطور رسمی با هم ازدواج کردند.  
یورونیوز فارسی، روئیترز
- مجلس ایران به تشکیل وزارت ورزش و جوانان رای داد

## ۳۰ دسامبر ۲۰۱۰
- رئیس جمهوری سابق اسرائیل در ارتباط با تجاوز جنسی مجرم شناخته شد

دادگاهی در اسرائیل موشه کاتساو، رئیس جمهوری سابق این کشور را در ارتباط با اتهامات تجاوز به عنف مجرم شناخته‌است. یکی از کارمندان زن آقای کاتساو ادعا کرده بود که در دهه ۱۹۹۰ و زمانی که رئیس جمهوری سابق اسرائیل وزیر گردشگری بود او را دو بار مورد تجاوز جنسی قرار داد. آقای کاتساو همچنین در ارتباط با جرائم جنسی دیگری نیز مجرم شناخته شده‌است. قضات دادگاهی در تل آویو روز پنجشنبه (۳۰ دسامبر)، گفتند شواهد ارائه شده توسط شاکی زن موسوم به «آ» را که منجر به مطرح شدن دو شکایت تجاوز جنسی علیه آقای کاتساو شد، وارد تشخیص داده‌اند. بی‌بی‌سی فارسی
- وزیر اسرائیلی: «ایران سه سال تا نخستین بمب اتمی خود فاصله دارد»

موشه یعلون، وزیر سیاست‌های راهبردی اسرائیل و معاون نخست‌وزیر اسرائیل، می‌گوید که بروز برخی مشکلات فنی در برنامه هسته‌ای ایران، از جمله حمله بدافزار رایانه‌ای استاکس‌نت به تاسیسات هسته‌ای ایران، دستیابی این کشور به سلاح هسته‌ای را تا سه سال به تعویق انداخته‌است. بی‌بی‌سی فارسی، دویچه وله فارسی، وزارت امور خارجه اسرائیل
- یک کشتی آلمانی توسط دزدان دریایی سومالی ربوده شد

## ۳۱ دسامبر ۲۰۱۰
- سپاه پاسداران سیلی‌خوردن احمدی‌نژاد را تکذیب کرد

سپاه پاسداران ایران، محتوای سند منتشر شده توسط سایت اینترنتی ویکی‌لیکس در این مورد را تکذیب کرد که در یکی از جلسات شورای عالی امنیت ملی، محمد علی جعفری، فرمانده سپاه پاسداران، به صورت محمود احمدی‌نژاد، رئیس‌جمهوری و رئیس این شورا، سیلی زده‌است. به گزارش خبرگزاری فارس، سرتیپ رمضان شریف، مسئول روابط عمومی سپاه پاسداران در گفتگو با این خبرگزاری، سایت بی‌بی‌سی را به دلیل انتشار محتوای سند انتشار یافته توسط ویکی‌لیکس در مورد این ماجرا را شدیدا مورد انتقاد قرار داده و محکوم کرده‌است. وی در عین حال گفته‌است که کسانی که پشت‌پرده شبکه ویکی‌لیکس قرار دارند «سعی می‌کنند با استفاده از شهرتی که این سایت به خاطر اخبار خود به دست آورده‌است، اقدام به جریان سازی‌هایی مطابق خواسته‌های خود کنند.» بی‌بی‌سی فارسی
- معاون قوه قضاییه ایران رهبران مخالف دولت را به محاکمه تهدید کرد